# Hwasun

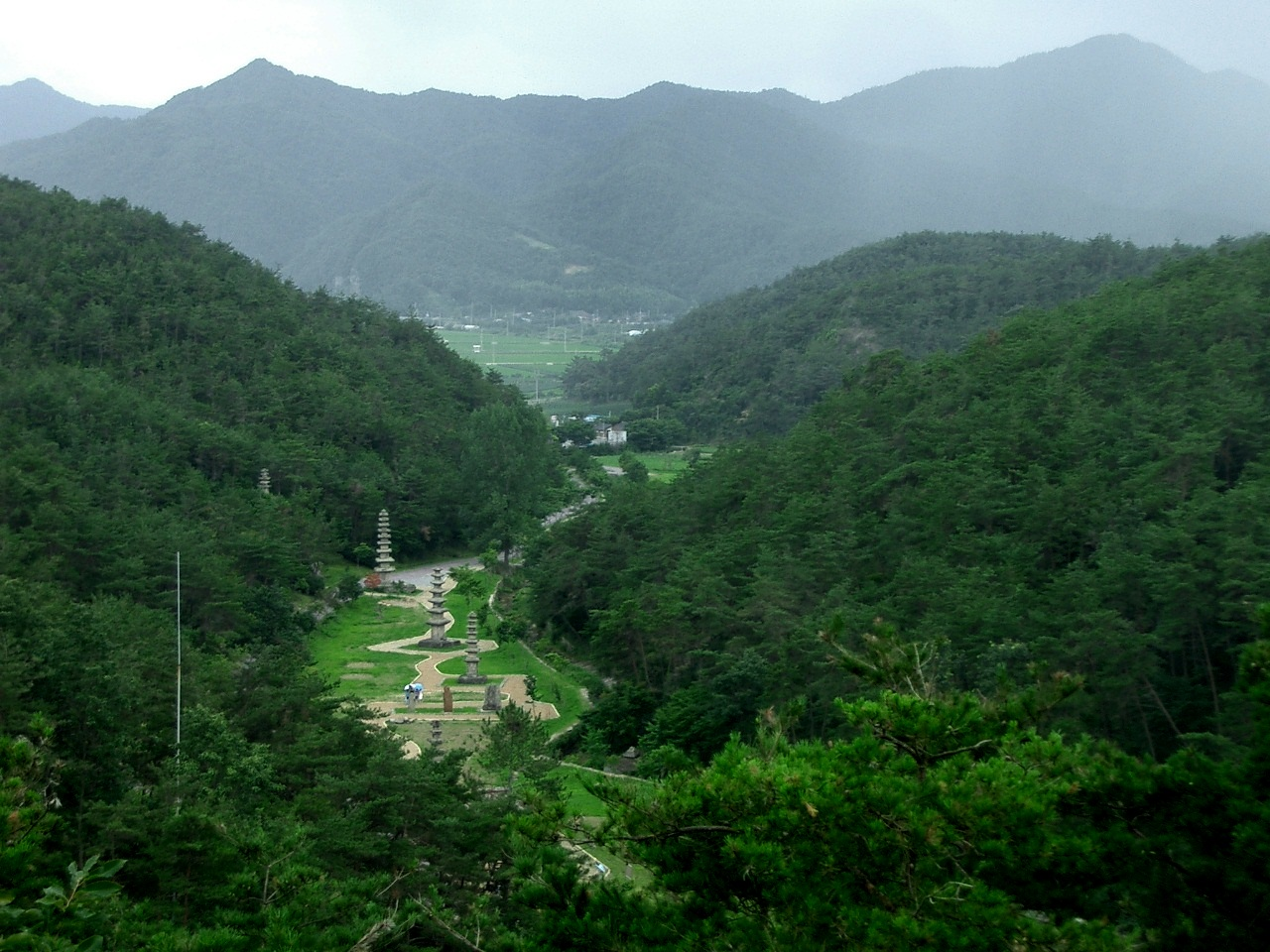
Pagoden des Unjusa-Tempels (운주사) in der Berglandschaft des Landkreises

Hwasun (Hwasun-gun) (화순군) ist ein 63.646 Einwohner zählender Landkreis (Stand: 2019) in der Provinz Jeollanam-do (전라남도) in Südkorea. In ihm liegt Hwasun-Eup als Kleinstadt und größter Ort im Landkreis.

## Geographie
Der Landkreis Hwasun liegt südöstlich von Gwangju (광주시), in der Mitte der Provinz Jeollanam-do. Er ist von sieben weiteren Landkreisen umgeben, nördlich angrenzend die Landkreise Damyang (담양) und Gokseong (곡성), östlich Suncheon (순천), südöstlich Boseong (보성), südlich Jangseong (장성), südwestlich Yeongam (영암) und westlich Naju (나주).
Hwasun-gun ist in seiner Ost-West-Ausdehnung 32 km breit und misst von Nord nach Süd 43 km. Der Landkreis umfasst eine Fläche von 787 km², wovon 581 km² (73,8 %) aus Wald und Feld besteht, 128 km² (16,3 %) landwirtschaftlich genutzt wird und 78 km² (9,9 %) aus anderweitig genutzte Fläche besteht. Der größte Teil der Landschaft hat Mittelgebirgscharakter und liegt zwischen 400 m und 900 m hoch. Einzige Ausnahme bildet der 1187 m hohe Mudeongsan (무덩산).
Die Kleinstadt Hwasun-Eup liegt im Nordwesten des Landkreises, rund 12 km südöstlich des Stadtzentrums von Gwangju.

## Geschichte
Hwasun trat als eine Hyeon (현) während der Zeit des Baekje-Königreichs erstmals in Erscheinung, war aber nicht deckungsgleich mit dem heutigen Landkreis. Häufige Neugliederungen und Umbenennungen fanden während der Zeit des Vereinigten Silla Königreichs und der Joseon-Zeit statt. Im Mai 1895 war die Region des heutigen Landkreises in Neungju-gun, Hwasun-gun und Dongbok-gun aufgeteilt. Am 15. Oktober 1908 bekam Neungju-gun Hwasun-gun zugeordnet, so dass nur noch zwei Landkreise existierten. 1913 erfolgte die Umbenennung von Neungju-gun in Hwasun-gun und der anschließenden Aufteilung in Hwasun-gun und Dongbok-gun. Am 1. März 1914 wurde schließlich Dongbok-gun wieder Hwasun-gun zugeordnet. Seit dieser Zeit existiert der Landkreis Hwasun-gun in der Form, die er noch heute besitzt.
Am 1. Januar 1963 wurde Hwasun-myeon zu einer Eup (Kleinstadt) hochgestuft.

## Der Landkreis
International bekannt geworden ist der Landkreis durch die zahlreichen über 2.500 Jahre alten Dolmen, die in Ansammlungen an verschiedenen Orten im Landkreis zu finden sind. Die Dolmen von Hwasun wurden zusammen mit den Dolmen von Gochang und den Dolmen von Ganghwa unter dem Titel Gochang, Hwasun and Ganghwa Dolmen Sites zum Weltkulturerbe ernannt.
Von Bedeutung sind auch die vier Tempel Gaecheonsa (개천사), Manyeonsa (만연사), SSangbongsa (쌍봉사) und Unjusa (운주사), wobei der letztere als der Tempel der 1000 Pagoden und der 1000 Buddhas bekannt geworden ist. Noch bis zum Ende des 16. Jahrhunderts sollen in diesem Tempel tatsächlich diese große Anzahl von Pagoden und Buddhafiguren vorhanden gewesen sein. Lediglich 17 Pagoden und 70 Statuen sind bis heute davon übrig geblieben. Die größte Buddhafigur, die in dem Tempel zu besichtigen ist, besteht aus zwei nebeneinander liegenden, aus Stein gehauenen Skulpturen, die aufgestellt eine Höhe von 10,26 bzw. 12,7 Metern aufweisen würden. Der Tempel ist 26 km südwestlich von Hwasun-Eup zu finden.
Erwähnenswert sind auch die heißen Quellen von Dogokoncheon, die seit 1989 touristisch genutzt werden. Bäder, Hotels und Restaurants sind im Umkreis der Quellen entstanden.